# Richard Gölz

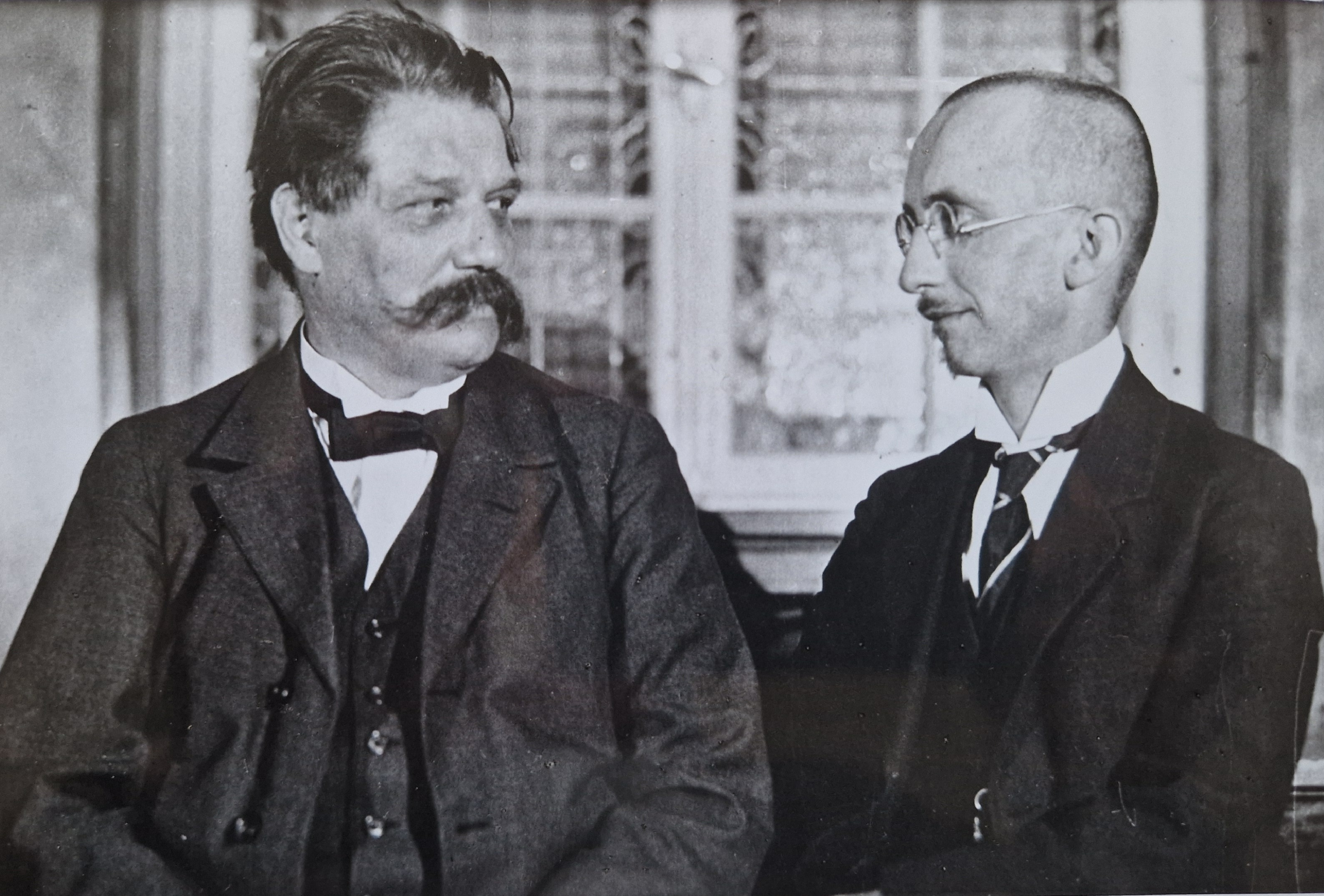
Albert Schweitzer und Richard Gölz anlässlich eines Orgelkonzerts Schweitzers in der Tübinger Stiftskirche 1929

Richard Gölz (* 5. Februar 1887 in Stuttgart; †  3. Mai 1975 in Milwaukee, Wisconsin) war ein bedeutender christlicher Kirchenmusiker und Theologe. Zunächst evangelisch, konvertierte er 1949 zur russischen Orthodoxie.

## Leben
Richard Gölz wurde als Sohn des Lehrers Johannes Gölz und einer Ehefrau Margarethe Magdalena Gölz, geb. Sommer geboren. Das Klavierspiel hatte er sich während seiner Schulzeit autodidaktisch beigebracht. Er studierte von 1905 bis 1910 Theologie in Tübingen, widmete sich zusätzlich der Kirchenmusik und wurde 1910 zum evangelischen Pfarrer ordiniert. Nach seinem Vikariat war er Hausgeistlicher der Stuttgarter Diakonissenanstalt, von 1916 bis 1920 war er Gemeindepfarrer in Knittlingen. Am 19. Mai 1914 heiratete er Hildegard Werner in Affalterbach. In Stuttgart und später auch in Knittlingen hatte er die Möglichkeit wieder, Orgelunterricht zu nehmen und eine Ausbildung in Musiktheorie zu machen. 1920 wurde er Musiklehrer am Evangelischen Stift in Tübingen. Nach anfänglicher Zurückhaltung gegenüber der Singbewegung wurde er seit 1924 schnell Mitinitiator von Singwochen. Ab 1926 wurde er Dozent an der Württembergischen Hochschule für Musik in Stuttgart und 1927 zum Kirchenmusikdirektor ernannt. 1928 wurde er Musikdirektor des evangelischen Stifts in Tübingen.
Im Jahr 1931 regte Gölz mit an, dass an der Tübinger Stiftskirche an zwei Abenden Vespern und Metten gesungen wurden, dies war einer der wesentlichen Vorläufer für die nach dem Krieg erfolgte Gründung der Tübinger Motette durch Walter Kiefner.
1933 lud Gölz gemeinsam mit dem Alpirsbacher Stadtpfarrer Schildge zu einer sog. „Kirchlichen Woche“ ins Alpirsbacher Münster ein. Auf dieser Woche sollte der Dienst der gemeinsamen Anbetung und Fürbitte in der evangelischen Kirche neu belebt werden, um „ernsthaft nach dem zu fragen, was uns in und mit der Kirche gegeben ist“ (Zitat aus der Einladung) – letztlich war das Ziel, Kirche und Gemeinde von innen, aus dem Gottesdienst heraus neu zu beleben und so eine Antwort auf die drängenden Fragen der Zeit, besonders die Bedrohung durch den Nationalsozialismus zu finden. Daraus entstand die bis heute aktive Kirchliche Arbeit Alpirsbach, als deren Mitbegründer und erster Leiter Gölz anzusehen ist.
Im Jahr 1934 bündelte er seine Erfahrungen in der Herausgabe des Chorgesangbuches, das ihn weithin bekannt gemacht hat, weil es erstmals im 20. Jahrhundert die kirchenmusikalisch bedeutenden Werke vor allem der Reformationszeit und des Frühbarock für die Chorarbeit in den Gemeinden neu herausbrachte. Das Chorgesangbuch ist eines der Standardwerke jedes deutschen evangelischen Kirchenchores bis in die Gegenwart. Gleichzeitig engagierte er sich mit Heinrich Lang, dem gleichnamigen Sohn von Heinrich Lang, einem seiner musikalischen Lehrer in Stuttgart in den Jahren von 1915 bis 1916, und weiteren Gleichgesinnten in der Kirchlich-Theologischen Sozietät, dem konsequent NS-kritischen Flügel der Bekennenden Kirche in Württemberg.
1935 wechselte Gölz ins Pfarramt nach Wankheim bei Tübingen: Sein Schwerpunkt hier war der Predigtdienst. Ab 1937 fanden hier regelmäßig die Alpirsbacher Wochen statt, welche 1940 in der Gründung einer eigenen „Hauskirche“ mündeten. Durch seine Bemühungen um Anerkennung der „Kirchlichen Arbeit“ durch die Landeskirche wurde der Graben zwischen Gölz und der Kirchenleitung allerdings weiter vertieft.
In den Kriegsjahren diente das Pfarrhaus von Richard Gölz als Zuflucht für Juden, die durch das Berliner „Büro Grüber“ vermittelt, versteckt und an weitere Pfarrhäuser weitergereicht wurden (Württembergische Pfarrhauskette). Gölz wurde schließlich denunziert und am 23. Dezember 1944 während des Frühgottesdienstes in Tübingen verhaftet. Er wurde ins KZ Welzheim überführt, kam aber 1945 wieder in Freiheit. Nach der Rückkehr nach Wankheim organisierte er neben seinem Pfarrdienst Kirchliche Wochen im Kloster Bebenhausen. Bebenhausen hätte nach seinen Vorstellungen zu einem „Seminar der Bekennenden Kirche“ und einer Art ständigem Konvent der Kirchlichen Arbeit Alpirsbach werden sollen; er begann dort eine Art klösterliches Leben mit zunächst drei, später zwei „Schwestern“. Diese Schritte Gölz’ wurden aber weder von der Stuttgarter Kirchenleitung noch von seinen Mitarbeitern in der Kirchlichen Arbeit Alpirsbach mitgetragen, so dass es mit beiden Gremien zum Zerwürfnis kam. Gölz ließ sich beurlauben und wurde bald darauf vorzeitig in den Ruhestand versetzt.

Gregorianisches Sanctus in deutscher Sprache in der Handschrift von R. Gölz

Nun begann Gölz, die Lehre und den Gottesdienst der orthodoxen Kirche zu studieren. Hier fand er etwas von dem, was er suchte; 1949 trat Gölz zur russischen Orthodoxie über und wurde 1950 zum Priester geweiht. Nach dem Umzug nach Hamburg begann er, Kirchenslawisch zu lernen, um die alten orthodoxen Hymnen und Stichiren für seine Gemeinde übersetzen zu können. Auch versuchte er sich in der Komposition von Gesängen und Gebeten im Stil orthodoxer Liturgie.
Im November 1958 zog Gölz nach Amerika, sein Ziel war Milwaukee/Wisconsin, wo er in den Dienst der orthodoxen St. Sava Cathedral trat. Am orthodoxen Karsamstag, dem 3. Mai 1975 starb er hier als Protopresbyter.

## Ehrungen
Nach ihrem Tod wurden Richard und Hilde Gölz 1992 in Yad Vashem zu den „Gerechten unter den Völkern“ gezählt. Außerdem wurde Richard Gölz im Jahr 1979 das Bundesverdienstkreuz verliehen. In Tübingen wurde nach Richard und Hilde Gölz eine Straße benannt. In der Stiftskirche Tübingen weist im Boden der Vorhalle ein Stolperstein des Künstlers Gunter Demnig darauf hin, dass Gölz hier am 23. Dezember 1944 verhaftet und ins KZ Welzheim gebracht wurde.

## Werke
- Chorgesangbuch: geistliche Gesänge für ein bis fünf Stimmen. Im Auftrag des Verbands evangelischer Kirchenchöre in Württemberg, unter Mitarb. von Konrad Ameln und Wilhelm Thomas hrsg. von Richard Gölz. Reprint der 1. Aufl. von 1934, Kassel [u. a.]: Bärenreiter-Verlag 2005
- Kurrende, Beitrag zum gleichnamigen  Stichwort in: "Die Religion in Geschichte und Gegenwart", Dritter Band, Verlag von J. C. B. Mohr (Paul Siebeck), Tübingen 1927, Spalte 1439
- Richard Gölz: Brennende Fragen unseres gottesdienstlichen Lebens. Ausgewählte Schriften und Vorträge hrsg. von Bernhard Leube und Joachim Conrad. TVT Verlag, Tübingen 2024.